# 라파엘 멘데스
라파엘 멘데스(스페인어: Rafael Méndez, 1904년 ~ 1982년)는 볼리비아의 전 축구 선수이다.
멘데스는 선수 생활을 우니베르시타리오 데 라파스에서만 하였다.
또한 볼리비아 축구 국가대표팀으로도 9경기를 출전했으며, 1930년 FIFA 월드컵에도 참가하였다.